# Свети Атанасий (Арапли)
Вижте пояснителната страница за други значения на Свети Атанасий.
„Свети Атанасий“ (на гръцки: Αγίου Αθανασίου Νέας Μαγνησίας) е православна църква в солунското село Арапли (Неа Магнисия), Гърция, част от Неаполската и Ставруполска епархия.
В Арапли е изградена църква „Свети Атанасий“ около 1860 година. Според запазените фотографии е била трикорабна базилика с дървени тавани и трем на западната страна. Църквата обаче има конструктивни проблеми и е в експлоатация до 1967 година. В 1974 година е съборена. В 1968 година е започнат строежът на нова църква, осветена на 2 октомври 1977 година от митрополит Дионисий Неаполски и Ставруполски. В новата църква се пазят ценните реликви от старата. Църквата е изписана в 1986 година, а на следната е добавена външна колонада и притвор.